# Michael Haslinger
Michael Haslinger (* 26. August 1906 in Saalfelden am Steinernen Meer; † 9. März 1998 in Salzburg) war ein österreichischer Politiker (ÖVP) und Buchsachverständiger. Er war von 1952 bis 1961 sowie von 1963 bis 1964 Abgeordneter zum Salzburger Landtag, von 1954 bis 1961 Zweiter Landtagspräsident-Stellvertreter und zwischen 1961 und 1973 als Landesrat bzw. Landeshauptmann-Stellvertreter Mitglied der Salzburger Landesregierung.

## Ausbildung und Beruf
Haslinger besuchte zwischen 1912 und 1917 die Volksschule und wechselte danach für den Schulbesuch zwischen 1917 und 1920 an die Bürgerschule in Saalfelden am Steinernen Meer. 1921 trat er in den Dienst der Österreichischen Bundesforste in Saalfelden am Steinernen Meer und arbeitete als Forstpraktikant. Danach absolvierte er zwischen 1923 und 1924 die Försterschule (bei Ort in Gmunden, Oberösterreich) und legte 1924 die Staatsprüfung als Förster ab. In der Folge war er von 1924 bis 1938 als Förster in Lofer und Zell am See eingesetzt. Nach der Machtübernahme der Nationalsozialisten verlor er seine Beschäftigung als Förster und arbeitete von 1938 bis 1942 als Buchhalter in der Privatwirtschaft. Danach musste er im Zweiten Weltkrieg von 1942 bis 1945 seinen Militärdienst ableisten. 
Nach dem Ende des Zweiten Weltkriegs war Haslinger 1945 Leiter des Wirtschaftsamtes bei der Bezirkshauptmannschaft Zell am See und legte 1945 beziehungsweise 1952 Prüfungen als beeideter Buchprüfer und Steuerberater ab. In der Folge machte er sich ab 1945 als selbstständiger Wirtschaftstreuhänder in Zell am See selbständig.

## Politik
Haslinger war in der Zwischenkriegszeit als Gauführer der Heimwehr im Pinzgau aktiv. Er schloss sich nach dem Zweiten Weltkrieg der Österreichischen Volkspartei an und wurde 1946 Ortsparteiobmann der Volkspartei in Zell am See. Er übernahm zudem von 1948 bis 1961 die Funktion des Bezirksobmanns des Österreichischen Wirtschaftsbundes im Pinzgau und vertrat die Volkspartei von 1945 bis 1949 als Mitglied in der Gemeindevertretung von Zell am See. Im Anschluss fungierte er von 1949 bis 1952 als Stadtrat. Haslinger wurde am 28. Mai 1952 als Abgeordneter zum Salzburger Landtag angelobt und gehörte diesem zunächst bis zum 16. April 1961 an. Zudem war er während dieser Zeit vom 11. Dezember 1954 bis zum 16. April 1961 Zweiter Landtagspräsident-Stellvertreter. Er wurde danach am 17. April 1961 Landesrat in der Salzburger Landesregierung und stieg am 3. April 1963 zum Landtagspräsident-Stellvertreter auf. In diesem Amt wirkte er bis zum 11. Juli 1973. Währenddessen war er vom 22. Februar 1963 bis zum 29. Juni 1964 Abgeordneter zum Landtag sowie 1969 für wenige Tage Mitglied dieses Gremiums. 

## Auszeichnungen
- 1964: Berufstitel Kommerzialrat
- 1965: Ehrenmitglied der katholischen Studentenverbindung AV Austria Innsbruck im ÖCV
- 1970: Goldenes Ehrenzeichen für Verdienste um die Republik Österreich
- 1971: Großes Ehrenzeichen des Landes Salzburg